# Liste der Naturdenkmale in Dautphetal
Die Liste der Naturdenkmale in Dautphetal nennt die im Gebiet der Gemeinde Dautphetal im Landkreis Marburg-Biedenkopf in Hessen gelegenen Naturdenkmale.
| Bild            | Bezeichnung               | Ortsteil, Lage                             | Beschreibung | Art        | Nr.     |
| --------------- | ------------------------- | ------------------------------------------ | --- | ---------- | ------- |
| BW              | Hutebuche                 | Buchenau 50° 52′ 45,9″ N, 8° 36′ 19,8″ O   | Etwa 200 Jahre alter, 16 m hohe Rotbuche am Schützenhaus und am Kalksteinbruch Langeeiche nordöstlich von Buchenau.                  | Einzelbaum |         |
| BW              | Kiefer                    | Mornshausen 50° 50′ 35,9″ N, 8° 32′ 5,3″ O | Etwa 300 m nordwestlich der Dorfmitte an einer Schutzhütte in einer Heckenlandschaft.                                                | Einzelbaum | 58      |
| Fotos hochladen | Traubeneiche              | Buchenau 50° 52′ 48,9″ N, 8° 36′ 31,6″ O   | Etwa 300 bis 350 Jahre alte, 28 m hohe Traubeneiche am Waldrand in der Nähe des Kalksteinbruchs Langeeiche nordöstlich von Buchenau. | Einzelbaum |         |
| Fotos hochladen | Kiefer bei Friedensdorf   | Friedensdorf 50° 51′ 28,8″ N, 8° 34′ 23″ O | Alte Kiefer in der Lahnaue bei Friedensdorf                                                                                          | Einzelbaum |         |
| BW              | Stiel-Eiche auf der Mühle | Holzhausen 50° 49′ 0,2″ N, 8° 32′ 7,3″ O   | | Einzelbaum | 534.815 |

## Belege
1. ↑  
Naturdenkmale in Hessen. (pdf; 405 kB) Anlage zu Kleine Anfrage der Abg. Ursula Hammann (BÜNDNIS 90/DIE GRÜNEN) vom 15.04.2011 betreffend Biotopverbund Teil 2 und Antwort der Ministerin für Umwelt, Energie, Landwirtschaft und Verbraucherschutz. Hessischer Landtag, 22. Juni 2011, S. 90–102, abgerufen am 4. Februar 2016.
2. Landschaftsprägende Bäume im Landkreis Marburg-Biedenkopf - Fachexkursion des Landkreises am Samstag, 07.06.2008 (Memento vom 30. Mai 2016 im Internet Archive)
3. ↑  Landschaftsprägende Bäume im Landkreis Marburg-Biedenkopf - Fachexkursion des Landkreises am Samstag, 07.06.2008 (Memento vom 30. Mai 2016 im Internet Archive)
4. ↑  Verordnung über „16 Einzelbäume und Baumgruppen“ als Naturdenkmale vom 15.01.2023. Landkreis Marburg-Biedenkopf, 15. Januar 2023, abgerufen am 11. März 2023.

- Karte mit allen Koordinaten:
- OSM |
- WikiMap